# Waldemar Golanko
Waldemar Golanko (ur. 15 lipca 1961 w Białej Podlaskiej) – polski lekkoatleta specjalizujący się w trójskoku oraz skoku w dal.

## Sukcesy sportowe
W roku 1978 zdobył złoty medal Gimnazjady w skoku w dal. Rok później zdobył w Bydgoszczy brązowy medal mistrzostw Europy juniorów w tej samej konkurencji. W roku 1984 reprezentował Polskę na rozegranych w Göteborgu halowych mistrzostwach Europy, zajmując w trójskoku 9. miejsce.
Jako reprezentant klubu AZS Biała Podlaska czterokrotnie zdobył medale mistrzostw Polski w trójskoku: dwa srebrne (Bydgoszcz 1983, Lublin 1984) oraz dwa brązowe (Bydgoszcz 1985, Grudziądz 1986). Był również dwukrotnym halowym mistrzem Polski w trójskoku (Zabrze 1985, Zabrze 1986). W roku 1985 zdobył złoty medal w trójskoku podczas międzynarodowych halowych mistrzostw Danii.

## Rekordy życiowe
Na stadionie
- skok w dal – 8,01 m (Bielefeld, 16 czerwca 1979)
- trójskok – 16,63 m oraz 16,73 m (Madryt, 4 czerwca 1985)[6] – wynik uzyskany przy minimalnie zbyt silnym, sprzyjającym skoczkowi wietrze o prędkości +2,2 m/s[6]. Aby wynik został uznany za oficjalny wiatr nie może przekroczyć prędkości +2,0 m/s.

W hali
- trójskok – 16,29 m (1984)[7]